# Russell Springs (Kansas)
Pour les articles homonymes, voir Russell Springs.
Russell Springs est une ville américaine située dans le comté de Logan, au Kansas.

## Histoire
Russel Springs a été fondée en 1865[réf. nécessaire].

## Démographie
Selon le recensement de 2020, sa population est de 26 habitants. Sa superficie est de 1,95km². Sa densité est de 13,3hab./km².